# 喬爾諾吉爾卡
47°2′58″N 30°51′19″E / 47.04944°N 30.85528°E
喬爾諾希爾卡（烏克蘭語：Чорногірка）是位於烏克蘭西南部的村莊，由敖德萨州贝雷济夫卡区的貝雷濟夫卡市鎮負責管轄。該村始建於1820年，面積2.28平方公里，海拔高度73米，2001年人口507，人口密度每平方公里222.76人。